# Liste der denkmalgeschützten Objekte in Filzmoos (Salzburg)
Die Liste der denkmalgeschützten Objekte in Filzmoos enthält die denkmalgeschützten, unbeweglichen Objekte der Gemeinde Filzmoos.

## Denkmäler
| Foto |                 | Denkmal                                                                   | Standort              | Beschreibung | Metadaten |
| ---- | --------------- | ------------------------------------------------------------------------- | --------------------- | --- | --- |
| ja   | Datei hochladen | Kath. Pfarrkirche hll. Petrus und Paulus HERIS-ID: 27400 Objekt-ID: 23927 | Standort KG: Filzmoos | Spätgotische Hallenkirche von 1479 (Westturm 1546), nach vielen Umbauten um 1960 regotisiert, daher karges Interieur. Wallfahrt des Filzmooser Kindl, einer spätgotischen Jesus-Skulptur, als Glockenkindl dargestellt. | BDA-Hist.: Q16736846 Status: § 2a Stand der BDA-Liste: 2025-06-30 Name: Kath. Pfarrkirche hll. Petrus und Paulus GstNr.: .1 Pfarr- und Wallfahrtskirche Filzmoos |
| ja   | Datei hochladen | Ursprungskapelle HERIS-ID: 27402 Objekt-ID: 23929                         | Standort KG: Filzmoos | 1820 im Ort erbaute Kapelle, ursprünglicher Aufbewahrungsort des Filzmooser Kindl | BDA-Hist.: Q37911051 Status: § 2a Stand der BDA-Liste: 2025-06-30 Name: Ursprungskapelle GstNr.: 21/6 Ursprungskapelle Filzmoos                                  |